# Bouwe Zonnenberg
Bouwe Zonnenberg (Heerde, 14 januari 1978) is een Nederlands voetballer. Zijn enige wedstrijd in het betaald voetbal speelde hij op 19 juni 2001 tegen Fortuna Sittard. Aan het eind van het seizoen 2000/01 is zijn contract bij FC Zwolle niet verlengd is hij teruggegaan naar de amateurs.

## Carrière
| Seizoen | Club      | Land      | Competitie     | Wed. | Goals |
| ------- | --------- | --------- | -------------- | ---- | ----- |
| 2000/01 | FC Zwolle | Nederland | Eerste divisie | 1    | 0     |
| Totaal  | Totaal    | Totaal    | Totaal         | 1    | 0     |